# Nau (nave)
La Nau era un tipo di veliero usato da portoghesi e genovesi nel Medioevo. Si trattava di un natante di grandi dimensioni utilizzato per le rotte commerciali di lunga percorrenza: fondamentalmente la rotta dal Mar Mediterraneo al Mar Baltico.
La nau aveva un'alta opera morta, tre alberi a vela quadra (albero maestro, albero di mezzana e albero di trinchetto), bompresso e cassero sia a poppa sia a prua.

Evolutasi a partire dal modello della cocca (a sua volta evoluzione duecentesca del knarr vichingo con l'innovazione del timone a perno e non più a remo laterale), durante l'Età delle scoperte funse da base per lo sviluppo della caracca.

## Etimologia
L'etimo portoghese nau deriva dal latino "navis" (lett. "nave") e in molti documenti del periodo 1211-1428 viene sostituito dall'etimo "nave" (assonante con l'italiano). Si contrappone all'etimo "embarcação" (it. "imbarcazione") utilizzato per indicare i natanti di piccole dimensioni. L'etimo è del tutto identico in lingua catalana: nau.

L'uso portoghese della parola trova riscontro nella Repubblica di Genova dove, nel medesimo periodo, l'etimo "nao" (navis nei documenti ufficiali) indicava un natante affine. In lingua spagnola, l'etimo figura come in Genovese: nao.

## Storia

### Origini
Nel Basso Medioevo, portoghesi e genovesi, per poter commerciare con i paesi del Nord Europa, fond. il Regno d'Inghilterra ed i ricchi porti della Lega Anseatica, adottarono la tipologia di nave in uso presso quei popoli: la cocca, un'evoluzione del knarr usato dai norreni nelle loro spedizioni commerciali. La cocca era un veliero monoalbero con grande vela quadra e timone a perno, montato sotto la poppa, ed opera morta molto alta per permetterle di meglio affrontare la navigazione in mare aperto.
Nel panorama marittimo del Mar Mediterraneo, dominato dalla galea in uso ai veneziani, le cocche dei portoghesi e, soprattutto, della Repubblica di Genova, destarono scalpore ed iniziarono ad essere chiamate, nei documenti ufficiali in lingua latina come navis alla maniera dell'Antica Roma. La nao genovese, dovendo affrontare il lungo viaggio dalla Liguria al Baltico, crebbe sistematicamente in dimensioni ed iniziò a sviluppare alberatura più complessa, arrivando ad un totale di tre alberi.

### Evoluzione
Nel XV secolo, al tempo di Re Ferdinando, il Portogallo partì alla conquista della costa africana, costruendosi un impero ed avviando l'Età delle scoperte. La Corona pretese dai suoi maestri di scure navigli quanto più all'avanguardia possibile e la nau fu uno dei natanti che beneficiò della conseguente spinta evolutiva; l'altro fu la caravella, in origine un peschereccio portoghese d'ispirazione arabo-mediterranea. L'evoluzione fu lenta: ancora al tempo di Gil Eanes, l'esploratore portoghese che nel 1434 doppiò Capo Bojador, erano in uso i gozzi (po. barca) ma da lì a poco le caravelle di nuova concezione e le nau a tre alberi divennero i legni standard nelle spedizioni marittime lusitane.
Complice la pirateria che affliggeva la costa portoghese e dello sforzo nazionale di creare un'armata che combattesse i pirati, le nau entrarono nel contempo nella marina regia come piattaforme d'artiglieria galleggianti proprio perché la loro stazza, ben maggiore di quella delle galee votate alla guerra di corsa ed all'arrembaggio, ne faceva un ottimo appoggio per diverse bocche da fuoco. Le nau iniziarono ad essere distinte per i cannoni che poteva portare: nau a tre ponti (da 100 a 120 bocche da fuoco) e navi da due ponti e mezzo (80 bocche). Anche la capacità delle navi aumentò, raggiungendo le 200 t nel Quattrocento e le 500 t nel XVI secolo.
Nel 1492, quando Cristoforo Colombo salpò dalle Isole Canarie verso i Caraibi, l'ammiraglia della sua piccola flotta, la Santa Maria, era una nau. Cinque anni dopo, nel 1497, Vasco da Gama partì per l'India con tre nau ed una caravella. La nau, in ragione delle sue caratteristiche, era più indicata della caravella per i lunghi viaggi oceanici. Le necessità di un commercio marittimo sempre più dilatato a livello globale spinse ad un'ulteriore evoluzione, sviluppando dalla nau un nuovo legno, la caracca (po. carraca), che avrebbe dominato il Cinquecento.

## Descrizione
La nau era un veliero di grandi dimensioni (dislocamento non inferiore a 500 t al principio del XVI secolo e 600 t al termine, secondo la testimonianza di padre Fernando de Oliveira, nel suo Livro da Fábrica das Naus), con cassero sia a prua sia a poppa, da 2 a 4 alberi con due o tre ordini di vele sovrapposte. L'opera morta era molto alta, con scafo tondeggiante e chiglia arcuata.
Le differenze fondamentali della nau dalla posteriore caracca stavano nel dislocamento minore (non superiore a 500 t), nella volumetria minore dei castelli di prua e poppa, nell'alberatura uniforme (con la coffa presente solo sugli alberi maestro e di trinchetto) e nell'uso della vela latina solo per l'albero di mezzana.